# Old Crow
Old Crow is een nederzetting in het noorden van het Canadese territorium Yukon. De meeste inwoners van het dorp zijn Gwich'in, een First Nations-volk. Het dorpje heeft ook een vliegveld. Direct ten noorden van de nederzetting ligt het Canadese Nationaal park Vuntut. Visserij op de Porcupine River is de grootste inkomstenbron. 

## Klimaat
Old Crow heeft een subarctisch klimaat. In juli wordt het gemiddeld 20,6 °C, maar in januari is het gemiddeld −35,7 °C. Elk jaar valt er gemiddeld 129 cm sneeuw. De laagste temperatuur die in het plaatsje is gemeten is −59,4 op 5 januari 1975. Dit is een van de laagste temperaturen die ooit in Canada zijn gemeten.